# Codex Leicester

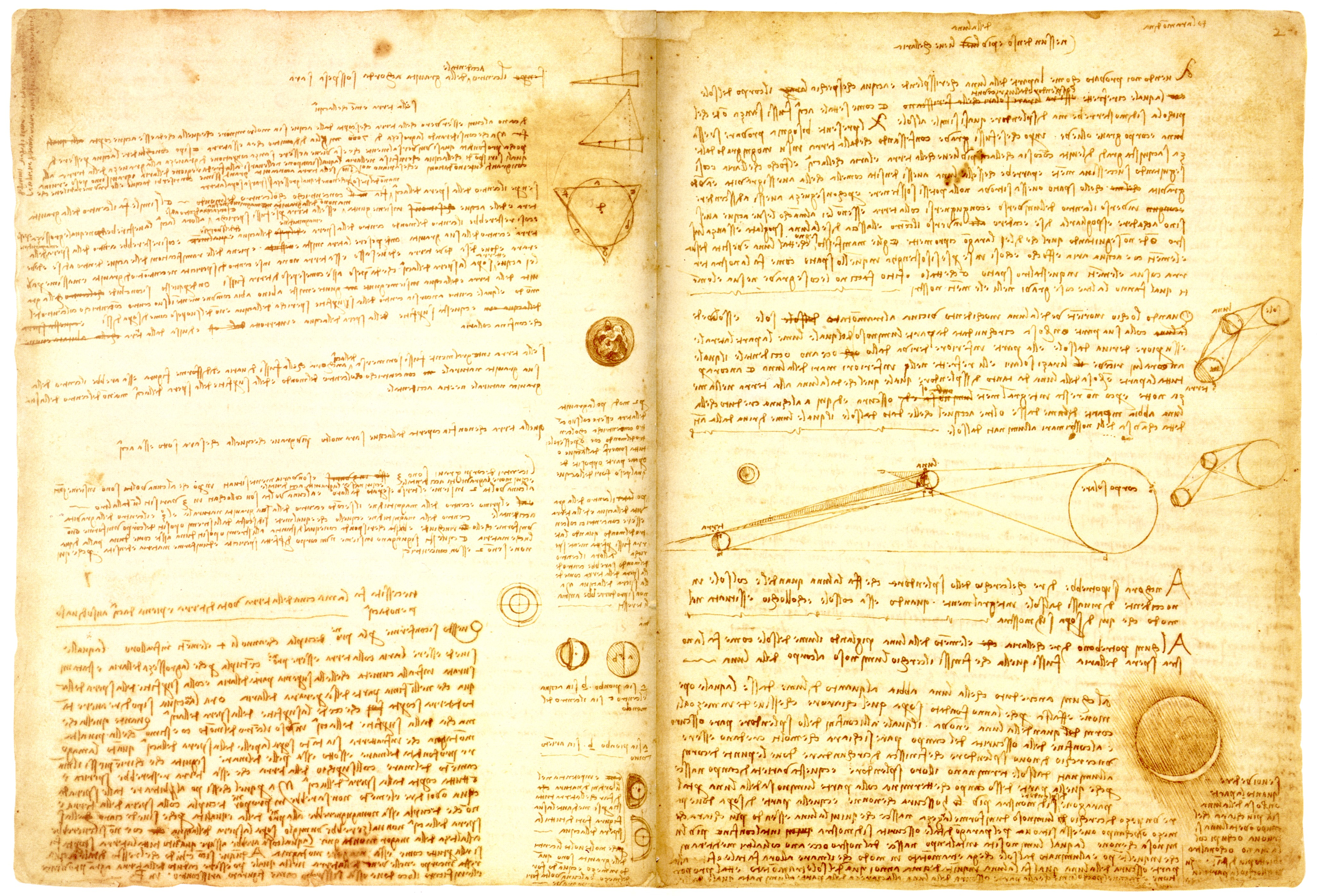
Codex Leicester, 1506–1510

Der Codex Leicester (auch als Codex Hammer bekannt) ist eine gebundene Sammlung von Blättern mit wissenschaftlichen Schriften, Notizen, Skizzen und Zeichnungen Leonardo da Vincis (1452–1519).
Bill Gates bezahlte 1994 bei einer Auktion 30,8 Millionen US-Dollar für das Manuskript und machte es zum teuersten aller Zeiten.

## Name
Den Namen Codex Leicester erhielt die Handschrift durch den Earl of Leicester, der sie im 18. Jahrhundert erwarb.

## Inhalt

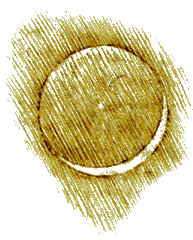
Leonardos Skizze einer Mondsichel mit Erdschein im Codex Leicester

Der Kodex enthält 18 Blätter, die jeweils in der Mitte gefaltet und beidseitig beschrieben das 72-seitige Manuskript bilden, im Format von etwa 22 cm × 28 cm. Der Text wurde von Leonardo in den Jahren 1506 bis 1510 in der für ihn charakteristischen Spiegelschrift verfasst und mit zahlreichen Zeichnungen und Skizzen versehen.
Das Manuskript enthält Abhandlungen zu Themen der Eigenschaften des Wassers, Astronomie, Gesteins- und Gebirgsbildung, Fossilien, Luft und Licht.
Hauptthema des Kodex ist die Natur, die Eigenschaften und die Bewegung des Wassers. Leonardo befasst sich darin auch mit dem Bau von Kanälen und wasserbetriebenen Maschinen. Im Hinblick auf eine spätere Veröffentlichung seiner Aufzeichnungen entwirft er darüber hinaus eine strukturelle Gliederung seiner im Kodex großteils ungeordneten Notizen.
Leonardo setzt sich ausführlich mit der Frage auseinander, warum Fossilien von Meerestieren auf Bergen zu finden sind, und verwirft die damals weitgehend anerkannte Behauptung, dass dieses Phänomen eine Folge der Sintflut sei.
Der Künstler liefert im Codex Leicester eine erste korrekte Deutung des „aschgrauen Mondlichts“ (lumen cinereum) und erklärt es als von der Erde reflektiertes Sonnenlicht, das auf die von der Sonne unbeleuchtete Fläche des Mondes geworfen wird. Dieser sogenannte Erdschein ist von der Erde aus, besonders gut kurz vor und kurz nach Neumond, auch mit bloßem Auge sichtbar.

## Geschichte
Über die frühe Geschichte des Kodex ist wenig bekannt. Nach Leonardos Tod im Jahr 1519 gingen alle seine Aufzeichnungen in die Hände seines Schülers Francesco Melzi (um 1491/92 – um 1570) über. Dessen Erben lösten den Nachlass Leonardos auf. Die Manuskripte wurden verkauft, auch als einzelne Blätter, und das wertvolle Material wurde verstreut. Im Jahr 1717 wurde die Handschrift von Thomas Coke, 1. Earl of Leicester (1697–1759) erworben.
Der Kodex wurde im Jahr 1980 durch den Industriellen und Kunstsammler Armand Hammer (1898–1990) von der Leicester-Sammlung gekauft und in Codex Hammer umbenannt. Am 11. November 1994 ersteigerte der Unternehmer Bill Gates das Manuskript bei einer Auktion des Auktionshauses Christie’s für 30,8 Millionen US-Dollar. Anschließend wurde das Buch in Codex Leicester zurückbenannt. Damit ist der Kodex die teuerste jemals verkaufte Handschrift der Welt, vor dem Evangeliar Heinrichs des Löwen, das 1983 einen Preis von 32,5 Millionen D-Mark erzielte.
In Deutschland war das Objekt erstmals vom 15. Oktober 1999 bis 9. Januar 2000 im Münchner Haus der Kunst und vom 30. Januar bis 12. März 2000 im Museum der Dinge, Martin-Gropius-Bau, Berlin ausgestellt, gemeinsam mit dem 96 Zeichnungen umfassenden Zyklus Zeichnungen zu den beiden 1965 wiederentdeckten Skizzenbüchern „Codices Madrid“ von Leonardo da Vinci von Joseph Beuys (1921–1986).
Das Manuskript wurde digitalisiert und liegt als Digitalisat in einer Online-Version auf den Internetseiten der Corbis Corporation vor.